# Сан-Мартіно-ін-Ріо
Сан-Мартіно-ін-Ріо (італ. San Martino in Rio) — муніципалітет в Італії, у регіоні Емілія-Романья,  провінція Реджо-Емілія.
Сан-Мартіно-ін-Ріо розташований на відстані близько 350 км на північний захід від Рима, 55 км на північний захід від Болоньї, 13 км на схід від Реджо-нелль'Емілії.
Населення — 8094 особи (2014).
Щорічний фестиваль відбувається 11 листопада. Покровитель — святий Мартин.

## Демографія
Населення за роками:

Станом на 1 січня 2023 року в муніципалітеті офіційно проживали 774 іноземці з 49 країн, серед них 142 громадяни країн Євросоюзу та 47 громадян України.

## Сусідні муніципалітети
- Кампогалліано
- Корреджо
- Реджо-Емілія
- Руб'єра